# Lejos del mundanal ruido
Lejos del mundanal ruido (título original en inglés, Far from the Madding Crowd)  es la cuarta novela de Thomas Hardy y su primer gran éxito literario. 
Originalmente apareció de forma anónima en 1874 como un serial mensual en la revista literaria The Cornhill Magazine, donde fue ampliamente leída. Hubo muchas reseñas críticas y en su mayor parte positivas. Hardy revisó ampliamente el texto para la edición de 1895, e hizo más cambios para la edición de 1901.

## Resumen de la trama
Gabriel Oak es un pastor prometedor de veintiocho años de edad. Con los ahorros de una vida frugal, arrienda una granja de ovejas. Luego se enamora de una recién llegada, ocho años más joven, Betsabé Everdene, una joven orgullosa y bella, algo vanidosa, que llega a vivir con su tía, la señora Hurst. A Gabriel le gusta ella, e incluso le salva la vida, pero, cuando hace una oferta de matrimonio sin adornos, ella lo rechaza; valora demasiado su independencia y muy poco a él. Las quejas directas de Gabriel sólo le sirven a Betsabé para adoptar una actitud soberbia. Después de unos meses, ella se traslada a Weatherbury, un pueblo que queda a unas millas de distancia.
La siguiente vez que se encuentran, sus circunstancias han cambiado drásticamente. Un nuevo e inexperto perro pastor ha hecho que el rebaño de Gabriel se despeñe, arruinándolo. Después de vender todo lo que tiene de valor, consigue pagar todas sus deudas, pero se queda sin dinero. Busca empleo en una feria en la ciudad de Casterbridge (una versión ficticia de Dorchester). Cuando no lo encuentra, se encamina a otra feria en Shottsford, una ciudad que queda a unas diez millas de Weatherbury.
En el camino, estalla un incendio en una granja cercana, y él organiza a la gente para apagarlo. Cuando la dueña viene a agradecérselo, él le pregunta si necesita un pastor. Entonces ella se quita el velo que llevaba en la cara y resulta que es Bathsheba Everdene. Recientemente ha heredado una finca enorme de su tío, y ahora es una mujer con dinero. Aunque algo incómoda por la situación, ella arrienda sus servicios.
Mientras tanto, Betsabé tiene un nuevo admirador: el solitario y reprimido William Boldwood. Boldwood es un próspero granjero de unos cuarenta años cuyo ardor despierta Betsabé sin ser consciente de ello cuando – picada porque él nunca le ha otorgado la habitual mirada de admiración – juguetonamente le envía una tarjeta de san Valentín con un sello de cera roja en la que ella ha puesto en relieve las palabras «Cásate conmigo». Boldwood, sin darse cuenta de que la tarjeta era una broma, se obsesiona con Bathsheba, y pronto le propone matrimonio. Aunque ella no lo ama, juega con la idea de aceptar su oferta; es, después de todo, el soltero más deseable del distrito. Sin embargo, pospone darle una respuesta clara. Cuando Gabriel la reprende por su irreflexión, ella lo despide.
Cuando sus ovejas se están muriendo con síndrome de torsión - dilatación gástrica, descubre para su disgusto que Gabriel es el único que sabe curarlas, aunque ya se ha ido de la finca, tras haberlo despedido. Su orgullo demora lo inevitable, pero al final se ve forzada a rogarle que vuelva y le ayude. Después, le ofrece de nuevo su trabajo y se restablece su amistad.
En este punto, el apuesto Sargento Francis (Frank) Troy regresa a su Weatherbury natal y por casualidad encuentra a Betsabé una noche. El desagrado inicial de ella se vuelve enamoramiento después de que él la excita con una muestra privada de experta esgrima. Gabriel observa el interés de Bathsheba en el joven soldado e intenta desanimarla, diciéndole que ella estaría mejor casándose con Boldwood. Totalmente loca por él, sin embargo, se fuga a Bath con Troy. A su regreso, Boldwood ofrece al rival un gran soborno para que abandone a Bathsheba. Troy finge tomar en consideración la oferta y luego, burlonamente, anuncia que ya se han casado. Boldwood se retira, humillado y jurando venganza.
Betsabé pronto descubre que su reciente marido es un jugador empedernido con poco interés por la agricultura y el trabajo. Peor aún, empieza a sospechar que no la ama. De hecho, el corazón de Troy pertenece a una empleada del tío de Batsheba, Fanny Robin. Antes de encontrar a Betsabé, Troy había prometido casarse con Fanny; el día de la boda, sin embargo, la desafortunada muchacha va a la iglesia equivocada. Explica su error, pero Troy, humillado por haber estado esperando en el altar, enfadado cancela la relación. Cuando se separan, sin que Troy lo sepa, Fanny está embarazada de él.
Unos meses después, Troy y Betsabé se encuentran con Fanny en la carretera, indigente, mientras ella penosamente va hacia el asilo de pobres de Casterbridge. Troy envía a su esposa por delante con el caballo y la carreta antes de que pueda reconocer a la chica, luego le entrega todo el dinero que lleva en el bolsillo, diciéndole que él le dará más dinero en pocos días. Fanny usa lo que le queda de fuerzas para llegar a su destino. Unas horas después, muere al dar a luz, junto con el bebé. La madre y el hijo son colocados en un ataúd y enviados a casa, a Weatherbury, para que los entierren. Gabriel, que hace ya bastante que conoce la relación de Troy con Fanny, intenta ocultar la existencia del niño, pero Betsabé, sospechando la verdad y enferma de celos, hace que dejen el ataúd en su casa para pasar la noche. Cuando todos los sirvientes están en la cama, desatornilla la tapa y ve dos cuerpos dentro, el de la anterior amante de su esposo y su hijo.
Troy entonces regresa de Casterbridge, a donde había ido a cumplir su cita con Fanny. Viendo por qué ella no se encontró con él, besa el cadáver y dice a Betsabé, «Esta mujer es más para mí, muerta como está, que lo que tú has sido nunca, o eres, o serás.» Al día siguiente, él se gasta todo su dinero en una lápida de mármol blanco con la inscripción «Erigido por Francis Troy a la querida memoria de Fanny Robin...» Luego, odiándose a sí mismo e incapaz de soportar la compañía de Betsabé, la abandona. Después de un largo paseo hasta la costa, se mete en el mar, dejando las ropas en la playa. Una fuerte corriente lo lleva lejos.
Un año después, con Troy presumiblemente ahogado, Boldwood renueva su oferta. Agobiada por la culpa sobre el dolor que le ha causado, Betsabé consiente a regañadientes en casarse con él en seis años, tiempo necesario para declarar muerto a Troy aunque no se haya encontrado el cadáver.
Troy, sin embargo, no está muerto. Cuando sabe que Boldwood de nuevo está cortejando a Betsabé, regresa a Weatherbury en Nochebuena para reclamar a su esposa. Va a la casa de Boldwood, donde se está celebrando una fiesta, y le ordena a Bathsheba regresar con él; cuando ella se echa atrás por la sorpresa, él la agarra del brazo, y ella grita. Entonces, Boldwood mata a Troy de un disparo e intenta sin éxito dispararse a sí mismo. Aunque es condenado a la horca por asesinato, la petición de clemencia que sus amigos formulan al Home Secretary (Ministro del Interior), basándose en la locura, es atendida. La sentencia de Boldwood se conmuta por un «confinamiento por tiempo indefinido». Betsabé, profundamente escarmentada por la culpa y el dolor, entierra a su esposo en la misma tumba que Fanny Robin y su hijo, y añade una inscripción apropiada al letrero.
A través de sus tribulaciones, pasa a depender cada vez más de su viejo amigo, Gabriel Oak, el único amigo de verdad, como ella se ve obligada a reconocer ante sí misma. Cuando él le avisa que va a abandonar el empleo, ella se da cuenta finalmente cuán importante se ha hecho Gabriel para su bienestar. Esa noche, va sola a visitarlo a su casa, para descubrir porqué él está (a sus ojos) abandonándola. Presionado, él con desgana revela que es porque la gente está insultando el buen nombre de ella, rumoreando que él quiere casarse con ella. Ella exclama que es «¡...demasiado absurdo – demasiado pronto – para pensar en ello, de lejos!» Él amargamente está de acuerdo con ella en que es absurdo, pero cuando ella lo corrige, diciendo que es sólo «demasiado pronto», él se envalentona y le pide de nuevo que se case con él. Ella acepta y se casan discretamente.

## Análisis
Lejos del mundanal ruido ofrece en gran medida los detalles de la vida rural inglesa que Hardy tanto apreciaba. Hardy sacó el título del poema de Thomas Gray Elegía sobre un cementerio de aldea (1751):
Lejos de la demente multitud que lucha
Sus sobrios deseos nunca aprendieron a callar;
A lo largo del fresco valle de la vida
Conservaron el tenor silencioso de su camino.
Madding, que en las versiones españolas del título se traduce como «mundanal» por influencia de la expresión de Fray Luis de León, en realidad es una palabra que significa frenético o desenfrenado. El título puede ser irónico: los cinco personajes principales – Betsabé, Troy, Boldwood, Oak y Fanny Robin – son todos seres apasionados que encuentran un «valle de la vida» ni tranquilo ni fresco.
El creciente gusto de Hardy por la tragedia es también evidente en la novela: Fanny, Troy y Boldwood acaban mal. Ciertos incidentes, como el embarazo de Fanny con un hijo ilegítimo y el repentino arrebato de Boldwood que le convierte en asesino, anticipa acontecimientos de Tess la de los d'Urbervilles, donde (como en Jude el Oscuro) el protagonista se ve acosado por incensantes desgracias, y al final muere joven. En Lejos del mundanal ruido, sin embargo, el destino aún favorece al personaje principal, que escapa de dos enlaces desafortunados, sobrevive a los errores de su juventud y al final encuentra la felicidad.
El libro puede también describirse como una obra temprana de literatura feminista, pues muestra a una mujer independiente con el valor de desafiar las convenciones llevando la granja sola. Aunque la naturaleza apasionada de Betsabé la lleva a graves errores de juicio, Hardy la dota de suficiente resiliencia, inteligencia y buena suerte para superar sus locuras juveniles.
Finalmente, en Lejos del mundanal ruido Hardy explica cual es el difícil camino para tomar decisiones adecuadas. La atracción física de Bathsheba por Troy, el militar que la deslumbra, la lleva a un matrimonio desastroso que pudo haber acabado en ruina financiera. Un matrimonio con Boldwood, una persona correcta y bien situada, a quien solo le unen sentimientos de culpa y compromiso, la habría llevado a ahogarse emocionalmente. Gabriel Oak es un amigo que siempre ha estado a su lado cuando le ha necesitado. Le ofrece estabilidad, compañerismo y complicidad en el trabajo y en la vida; aunque al principio ella lo rechaza, diciéndole que no lo ama, al final acaba siendo el hombre correcto que puede hacerla feliz.

## Adaptaciones

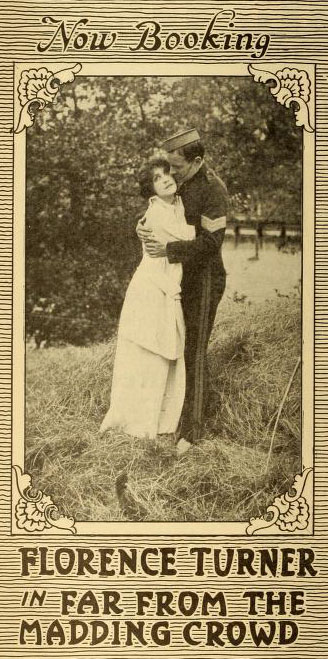
Cartel de 1916 para la película de 1915: Florence Turner en el papel de Bathsheba y Campbell Gullan (1881 - 1947) en el del sargento Frank Troy.

Una adaptación para el teatro del año 1882, escrita por Hardy con J. Comyns Carr, tuvo como protagonista a Marion Terry.
Hay varias películas que se basan en este libro. La más conocida es la de John Schlesinger, adaptación de 1967 que tuvo como protagonistas a Julie Christie, Terence Stamp, Peter Finch y Alan Bates. Otras son:
- Lejos del mundanal ruido (1915)
- Lejos del mundanal ruido (1998)
- Lejos del mundanal ruido (2015)

Hay varias obras para la radio, un musical (2000) y una ópera, Lejos del mundanal ruido por Andrew Downes (2006).